# Manettia moritziana
Manettia moritziana là một loài thực vật có hoa trong họ Thiến thảo. Loài này được (K.Schum.) Wernham mô tả khoa học đầu tiên năm 1919.